# New Zealand State Highway 1B
Der New Zealand State Highway 1B (State Highway1B oder in Kurzform SH 1B) ist eine Fernstraße von nationalem Rang auf der Nordinsel von Neuseeland.

## Geographie
Die Fernstraße besitzt eine Länge von 41,2 km und befindet sich im nordwestlichen Teil der Nordinsel, nördlich bis südöstlich von Hamilton. Die über ihre gesamte Länge zweispurig (je eine pro Fahrtrichtung) ausgebaute Straße verbindet den State Highway 1, südöstlich von Taupiri und den State Highway 1, rund 2,7 km nördlich des Stadtzentrums von Cambridge.

## Streckenführung
| Region  | District         | Ort                                                      | km   | Verbindung nach                     | Richtung                    | Anmerkungen                                                                |
| ------- | ---------------- | -------------------------------------------------------- | ---- | ----------------------------------- | --------------------------- | -------------------------------------------------------------------------- |
| Waikato | Waikato District | 1,5 km südwestlich von Taupiri                           | 0    | SH 1: Huntly SH 1: Hamilton         | (nördlich) (südlich)        | Beginn des State Highway SH 1B                                             |
| Waikato | Waikato District | 2 km östlich vom Stadtteil Newstead von Hamilton         | 26,7 | SH 26: Hamilton SH 26: Morrinsville | (westlich) (nordöstlich)    | gleiche Streckenführung mit dem SH 26 über 1,15 km in südöstliche Richtung |
| Waikato | Waikato District | 3,1 km südostöstlich vom Stadtteil Newstead von Hamilton | 27,8 | SH 26: Hamilton SH 26: Morrinsville | (westlich) (nordöstlich)    |                                                                            |
| Waikato | Waipa District   | 2,7 km nördlich des Stadtzentrums von Cambridge          | 41,2 | SH 1: Hamilton SH 1: Tirau          | (nordwestlich) (südöstlich) | Ende des State Highway SH 1B                                               |